# Nomain
Nomain ist eine französische Gemeinde mit 2.618 Einwohnern (Stand 1. Januar 2022) im Département Nord in der Region Hauts-de-France. Sie gehört zum Arrondissement Douai und zum Kanton Orchies.

## Geographie
Die Gemeinde Nomain liegt vier Kilometer von der Grenze zu Belgien entfernt und etwa 20 Kilometer südöstlich von Lille. Nachbargemeinden von Nomain sind Genech im Norden, Mouchin im Nordosten, Aix-en-Pévèle im Osten, Landas im Südosten, Orchies im Süden, Auchy-lez-Orchies im Südwesten, Cappelle-en-Pévèle im Westen und Templeuve-en-Pévèle im Nordwesten.

## Bevölkerungsentwicklung
| Jahr                       | 1962 | 1968 | 1975 | 1982 | 1990 | 1999 | 2006 | 2013 | 2020 |
| Einwohner                  | 1751 | 1700 | 1760 | 1967 | 2317 | 2393 | 2440 | 2473 | 2569 |
| Quellen: Cassini und INSEE |      |      |      |      |      |      |      |      |      |

## Religion
1819 sammelte der schweizerische Evangelist Henri Pyt (1796–1835) eine Gruppe von ungefähr 200 Evangelischen im Ort. Er taufte die Männer Jean-Baptiste Ladam (1789–1846), Alexis Montel, Ferdinand Caulier und Jean-Michel Wauquier an einem Zufluss der Scarpe. Ein Jahr später konnte im Dorf die erste Baptistenkirche Frankreichs errichtet werden. Führend beim Aufbau dieser Gemeinde war der Landwirt Louis Calier, der auch zum Pastor gewählt wurde. Die Kirche mit Taufbecken bot in den Anfangsjahren 80 bis 100 Personen Platz. Ladam wurde der erste evangelische Kolporteur nach der Reformation in Frankreich. Er wurde 1823 wegen seiner evangelistischen Aktivitäten erstmals eingekerkert. Durch Ladam und andere Baptisten nahmen einige Personen den baptistischen Glauben an, so dass etwas später weitere baptistische Kirchen in der Umgebung gebaut wurden. Die Baptisten Nomains pflegten freundschaftliche Beziehungen und unterstützten diese Projekte.

## Sehenswürdigkeiten
- Baptistenkirche
- Kirche Saint-Martin

Siehe auch: Liste der Monuments historiques in Nomain

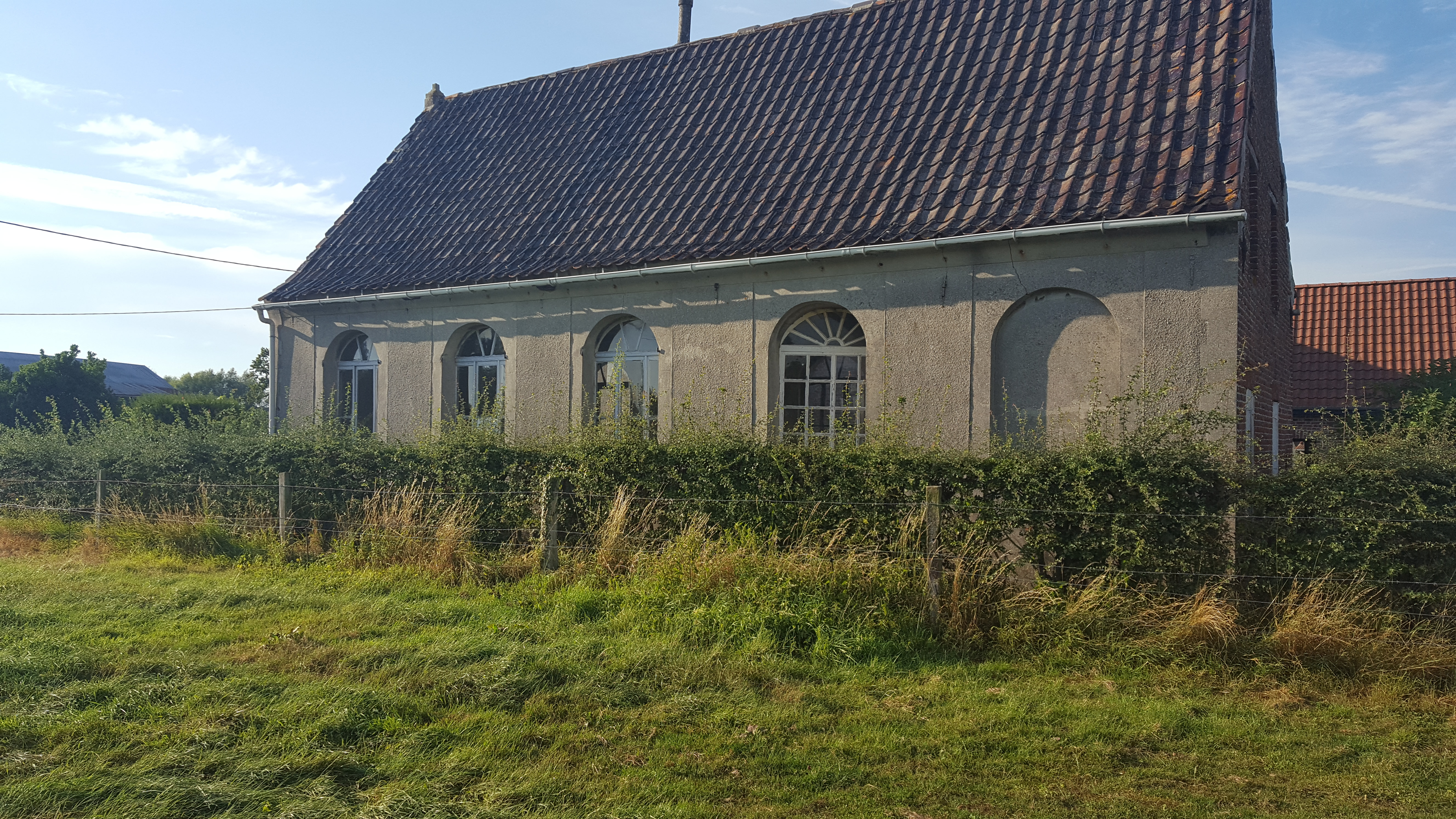
Baptistenkirche
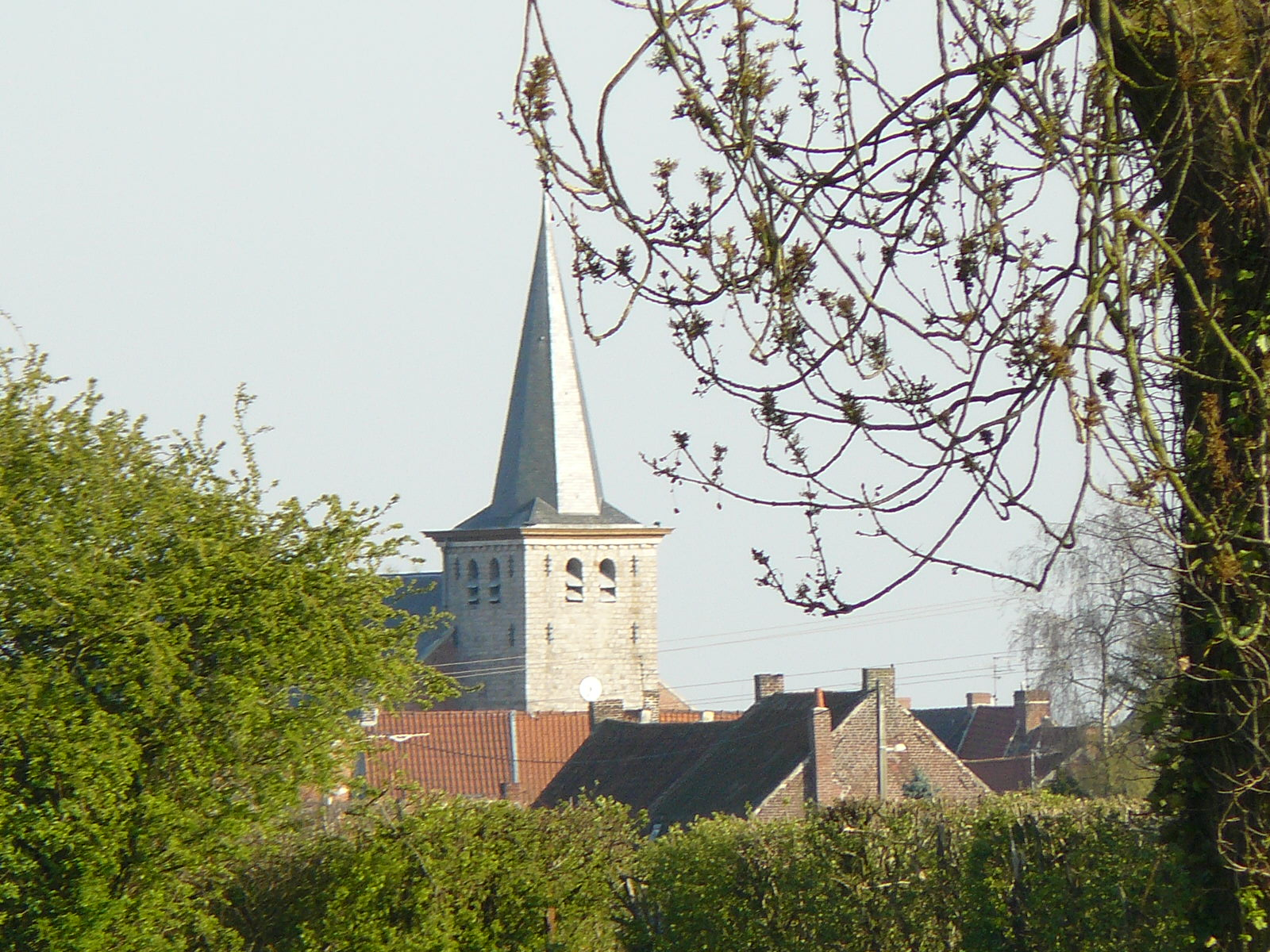
Kirche Saint-Martin